# Молекулярний аналіз
Молекулярний аналіз — це аналіз складних сумішей органічних сполук, визначення їх молекулярного та кількісного складу.
Перед дослідженням суміш речовин зазвичай розділяють різними методами (хроматографуванням, екстракцією, осадженням, ректифікацією).
Ідентифікацію можна вважати достовірною у тому випадку, коли збігаються декілька характеристик і констант еталону і досліджуваної речовини.
Молекулярний аналіз використовується для визначення складу органічних сполук у ґрунтах, реєстрації органічного забруднення вод, для вивчення складу нафт і їхніх фракцій з метою оптимізації процесів їх переробки.